# Unión del Fútbol de Rusia
La Unión del Fútbol de Rusia (en ruso, Российский Футбольный Союз; Rossiski Futbolny Soyuz, RFS) es el organismo encargado de la organización del fútbol en Rusia, con sede en Moscú. Está afiliada a la FIFA y la UEFA. Fue fundada en 1912 y refundada en 1992 tras la independencia del país, aunque la FIFA la reconoce como continuadora de la Federación de Fútbol de la Unión Soviética (FFUSSR). Es la encargada de gestionar la Liga Premier de Rusia y la Copa de Rusia.

## Historia
La Unión de Fútbol de Rusia fue fundada el 19 de enero de 1912. Su entrada en la FIFA se dio en el 30 de junio del mismo año. El primer evento internacional en el que participó un equipo de la misma asociación, se registró el mismo día de su entrada en la FIFA, en el marco de los Juegos Olímpicos que se celebraron en la capital sueca. En dicho encuentro se enfrentó a la selección finlandesa, encuentro que finalizó con la victoria de los balcánicos: 2 a 1.

### Federación de Fútbol de la Unión Soviética
Con la caída del régimen zarista, en 1917, y la posterior fundación de la Unión Soviética, la Unión del Fútbol de Rusia, pasó a llamarse Federación de Fútbol de la Unión Soviética). El 19 de junio de 1920, la directiva de la Federación, decide fundar su propio torneo, el cual nace se celebra el 3 de septiembre de 1923.
Como selección nacional la Unión Soviética jugó su primer torneo internacional contra la selección turca, el 16 de noviembre de 1924, con la victoria 3 a 0, de los eslavos.
El Dinamo de Moscú, fue el primer estadio de la asociación, el cual fue inaugurado el 17 de agosto de 1928, cumpliendo con todos los estándares internacionales. Actualmente es la sede del F. C. Dinamo de Kiev, y se encuentra en remodelación.
Como selección de fútbol de la Unión Soviética, la selección nacional logró exitosas campañas en los torneos en los que participó. En los Juegos Olímpicos de Melbourne, en 1956, obtendrían el primer lugar y la medalla de oro en el torneo de fútbol. En 1960, la UEFA funda la primera Copa Europea y la URSS, se lleva el título de campeón el 6 de octubre del mismo año.
En el marco de la Copa Mundial de Fútbol de 1962, celebrada en Chile, la selección nacional logró un rendimiento excepcional, y jugadores inolvidables como el portero Lev Yashin, a quien apodaban «la Araña Humana» o «la Araña Negra». Él ganaría después, el 27 de mayo de 1964, el Balón de Oro, como mejor jugador de Europa. Ese mismo año, la selección nacional lograría ser subcampeón en el torneo continental, el 21 de junio.
En la Copa Mundial de 1966, celebrado en la isla británica, el equipo logró el cuarto lugar, que es, hasta el momento el mejor resultado de la selección en su historia. en 1972, la selección logró el segundo subcampeonato en la copa europea, logro que repetiría más adelante en 1988.
Como último logro la selección alcanzó el oro en los Juegos Olímpicos de Seúl, que se celebraron en 1988.

### Unión del Fútbol de Rusia
Oficialmente la Unión Soviética, se desintegró en diciembre de 1991. Con el fin de reestructurar su organismo, la recién fundada Federación rusa, crearía la federación nacional, como sucesora de las asociaciones del doce y del veinte. Ésta fue fundada el 2 de octubre de 1992, y la FIFA, la reconoce como única asociación de fútbol del país, sin prejuicio de su pasado glorioso como Unión Soviética.
El organismo tuvo bajo su cargo la organización de la Copa Mundial de 2018, que se celebró entre junio y julio de 2018.

### Diferendo entre Rusia y Ucrania
Debido a que la Federación de Rusia agredió militarmente a Ucrania en el contexto de la invasión rusa de Ucrania de 2022, acontecida en la madrugada del 24 de febrero del 2022, la FIFA resolvió en última instancia por los acontecimientos en la reunión efectuada el 27 de febrero del mismo año, en forma telemática, no se disputará competición internacional alguna, queda vetada su bandera y su himno, y su selección solo podrá jugar con el nombre «Unión del Fútbol de Rusia» por motivos de la invasión.
Debido a esta situación la FIFA, expulsó a la federación de fútbol rusa, de todas las competiciones internacionales a nivel de clubes y selecciones masculinas y femeninas, tras esta situación que está viviendo el país eslavo por su exclusión de los diferentes torneos de fútbol en Europa, en días pasados, están analizado abandonar la UEFA e irse a afiliar a la Confederación Asiática de Fútbol para que sus selecciones y clubes puedan retomar el nivel competitivo perdido por la guerra.

## Presidentes
- Serguéi Fursenko (3 de febrero de 2010 - presente)
- Nikita Simonián (24 de noviembre de 2009 -  de febrero de 2010) (en funciones)
- Vitali Mutkó (2 de abril de 2005 -24 de noviembre de 2009)
- Viacheslav Koloskov (1992 - 2 de abril de 2005)